# 尖叶盐爪爪
尖叶盐爪爪（学名：Kalidium cuspidatum）为苋科盐爪爪属的植物。分布在蒙古以及中国大陆的内蒙古、河北、陕西、新疆、甘肃、宁夏等地，生长于海拔1,300米至3,900米的地区，常生于盐湖边及盐碱滩地，目前尚未由人工引种栽培。

## 变种
- 黄毛头 Kalidium cuspidatum (Ung.-Sternb.) Grub. var. sinicum A. J. Li